# Czapla rdzawoszyja
Czapla rdzawoszyja (Egretta rufescens) – gatunek dużego ptaka z rodziny czaplowatych (Ardeidae).

## Występowanie
Występuje i gniazduje w Ameryce Środkowej, na Bahamach, Karaibach i Antylach, na wybrzeżu Zatoki Meksykańskiej (terytorium Stanów Zjednoczonych i Meksyku), Kalifornii Dolnej (Meksyk), w północnej Kolumbii i Wenezueli. Po okresie gniazdowania ptaki rozpraszają się na południe po Karaibach i wzdłuż wybrzeży Pacyfiku.

## Podgatunki
Wyróżnia się dwa podgatunki Egretta rufescens:
- Egretta rufescens rufescens (J.F. Gmelin, 1789) – południowe USA, Karaiby, Meksyk
- Egretta rufescens dickeyi (Van Rossem, 1926) – Kalifornia Dolna (Meksyk)

## Charakterystyka
Długie nogi i szyja, długi, różowawy dziób z czarną plamą na czubku. Nogi i stopy są niebieskawo-czarne. Brak wyraźnie zaznaczonego dymorfizmu płciowego, za to stwierdza się polimorfizm – występują dwa typy upierzenia ciemny i jasny. Dorosły ptak typu ciemnego ma niebieskawe pióra na skrzydłach i tułowiu oraz rude na głowie i szyi. Dorosły ptak typu jasnego ma kompletnie białe upierzenie. W okresie godowym na głowie, szyi i plecach wyrastają dłuższe pióra.
Wymiary średnie: 

długość ciała ok. 68–82 cm

rozpiętość skrzydeł ok. 116–124 cm

masa ciała ok. 450–500 g

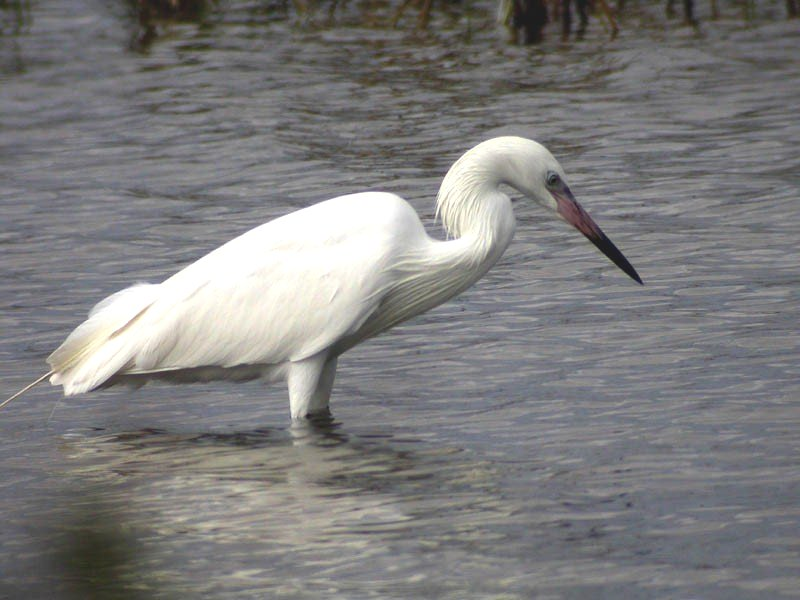
Upierzenie jasne
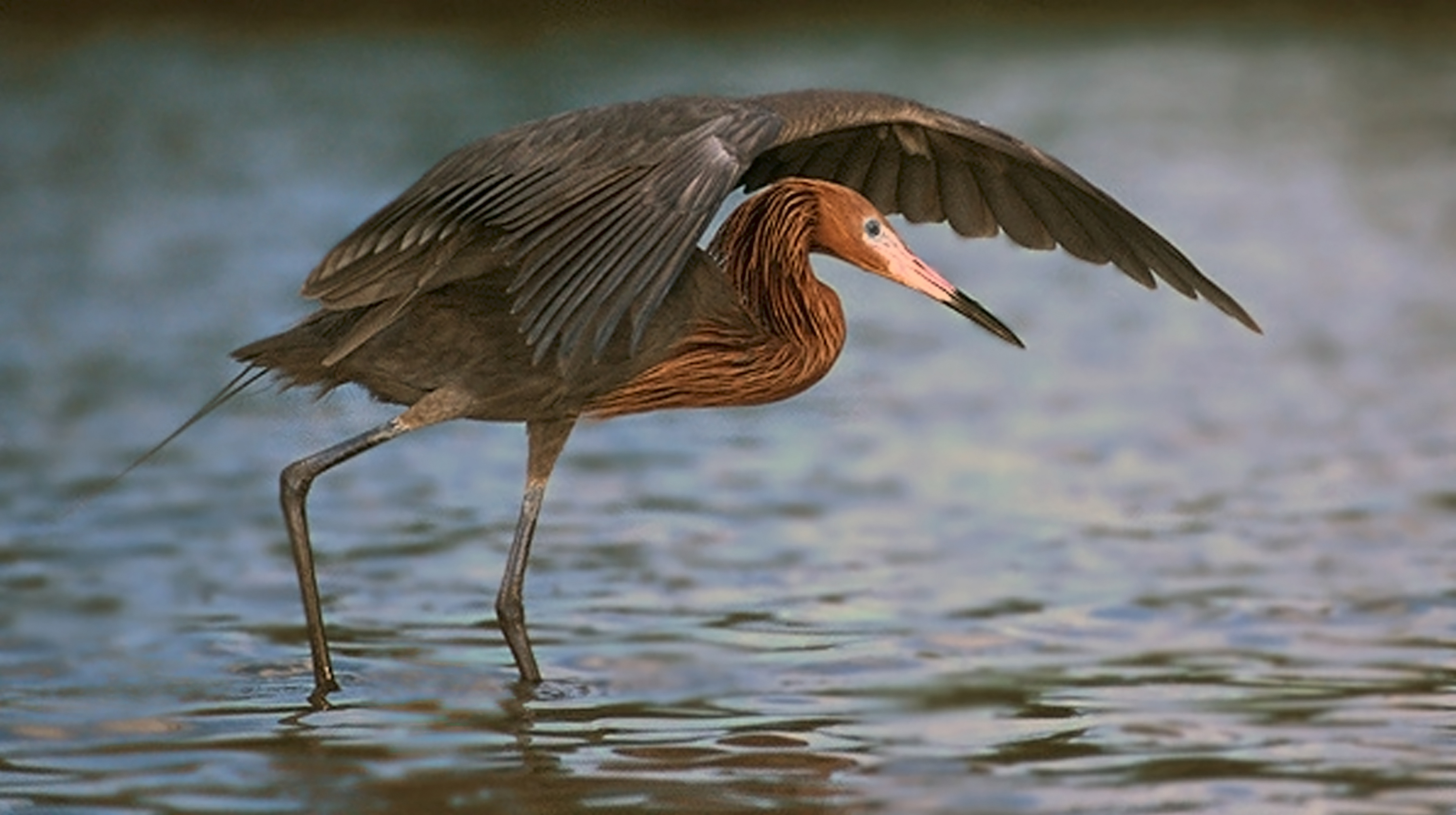
Upierzenie ciemne

## Odżywianie
Czapla z tego gatunku jest uważana za jedną z najbardziej aktywnych, łatwo zaobserwować ją w ruchu. Często uważnie obserwuje zdobycz w płytkiej wodzie, działa energicznie, biega. Wykorzystuje cień własnych skrzydeł w celu zmniejszenia odblasku na wodzie, kiedy zamierza chwycić zdobycz. Żer tej czapli przypomina wdzięczny taniec. Zjada ryby, żaby, skorupiaki i owady. Krzyk jest zwykle niski, przypomina gardłowe rechotanie.

## Rozmnażanie
Ulubionym miejscem gniazdowania są tropikalne bagna. Gniazduje na drzewach i krzewach, w koloniach, często w towarzystwie innych czapli. Kolonie najczęściej zakłada na przybrzeżnych wyspach. Zaloty są bardzo hałaśliwe, towarzyszą im: potrząsanie głowy podczas powitania, pościgi i loty po okręgu, a także stroszenie piór na szyi, plecach i głowie, oraz klekotanie podobne do czapli trójbarwnej.

## Status
Międzynarodowa Unia Ochrony Przyrody (IUCN) uznaje czaplę rdzawoszyją za gatunek bliski zagrożenia (NT – Near Threatened) od 2009 roku; wcześniej miała ona status gatunku najmniejszej troski (LC – Least Concern). Liczebność populacji szacuje się na 5000–9999 dorosłych osobników, a jej trend uznawany jest za umiarkowanie spadkowy, choć na obszarach chronionych liczebność wzrasta. W przeszłości ptak ten padał ofiarą polowań w celu pozyskania mięsa i piór, które wykorzystywano jako dekorację kobiecych kapeluszy i ubrań.
Według Texas Parks and Wildlife Department (TPWD) pozostało jedynie 1500 do 2000 gniazdujących par na terenie Stanów Zjednoczonych, większość z nich w Teksasie. Ten gatunek jest uznany za zagrożony i jest objęty ochroną.